# Böhmi brutzelt
Böhmi brutzelt war eine Kochsendung, in der sich der Satiriker Jan Böhmermann mit je einem weiteren prominenten Gast pro Folge unterhielt, während sie Speisen zubereiteten. Eine gleichnamige Rubrik gab es bereits ab 2016 in seiner Sendung Neo Magazin Royale, bevor es in das kürzere Format ZDF Magazin Royale überführt wurde.

## Ausstrahlung
Die Erstausstrahlung fand am Samstag, den 24. Juli 2021 auf ZDFneo statt. Freitags ab 10 Uhr wurde jeweils eine weitere Folge in der ZDFmediathek veröffentlicht, die samstags um 19:45 Uhr auf ZDFneo ausgestrahlt wurde. Zusätzlich lief ab dem 15. August 2021 sonntags um 23:15 Uhr eine Doppelfolge. In der ersten Staffel von sechs Folgen waren Aminata Belli, Motsi Mabuse, Mai Thi Nguyen-Kim, Igor Levit, Riccardo Simonetti und Xatar zu Gast.
Am 1. Juli 2022 begann die Ausstrahlung der zweiten Staffel mit ebenfalls sechs Folgen, die wöchentlich um 19:45 Uhr auf ZDFneo ausgestrahlt wurde und vorab in der Mediathek ab freitags 10 Uhr abrufbar war. Die Gäste der zweiten Staffel waren Bill und Tom Kaulitz, Klaas Heufer-Umlauf, Enissa Amani, Salwa Houmsi, Ina Müller und Lady Bitch Ray.
Die dritte Staffel wurde ab dem 8. Juli 2023 wöchentlich auf ZDFneo ausgestrahlt, während die jeweils nachfolgende Folge bereits vorab in der Mediathek verfügbar war. Die Gäste der dritten Staffel waren Anke Engelke, Sally Özcan, Laura Freigang, Nura, Iris Berben und Jurassica Parka.
Die vierte Staffel wurde ab dem 20. Juli 2024 in ZDFneo ausgestrahlt, in der ZDF-Mediathek erschienen die Episoden einige Tage früher. Die Gäste waren Semino Rossi, Olli Schulz, Dagi Bee, Katrin Bauerfeind, Tahsim Durgun und Svea Mausolf.
Im Sommer 2025 gab ZDFneo die Einstellung der Sendung bekannt.

## Gäste und Gerichte

### 1. Staffel
| Erstausstrahlung | Gast               | Gericht des Gastes                       | Gericht von Jan Böhmermann       |
| ---------------- | ------------------ | ---------------------------------------- | -------------------------------- |
| 24. Juli 2021    | Xatar              | Köfte                                    | Rinderrouladen                   |
| 31. Juli 2021    | Motsi Mabuse       | Grilled Chicken Pap, Chakalaka und Gravy | Grünkohl mit Pinkel              |
| 7. Aug. 2021     | Riccardo Simonetti | Schnelle Lasagne                         | Spaghetti Bolognese              |
| 14. Aug. 2021    | Mai Thi Nguyen-Kim | Fettuccine mit scharfer Tomatensauce     | Frikadellen mit drei Komponenten |
| 21. Aug. 2021    | Aminata Belli      | Matjes nach Hausfrauenart                | Bigos                            |
| 28. Aug. 2021    | Igor Levit         | Cima di Rapa mit Zackenbarschfilet       | Ramen mit fünf Komponenten       |

### 2. Staffel
| Erstausstrahlung | Gast                 | Gericht des Gastes                               | Gericht von Jan Böhmermann                                      |
| ---------------- | -------------------- | ------------------------------------------------ | --------------------------------------------------------------- |
| 02. Juli 2022    | Tom und Bill Kaulitz | Ente mit Rotkohl und Klößen                      | Pancakes                                                        |
| 09. Juli 2022    | Klaas Heufer-Umlauf  | Fischstäbchen, Kartoffelpüree, Erbsen und Möhren | Gebratene Rindfleischstreifen mit Sellerie, Karotten und Bambus |
| 16. Juli 2022    | Enissa Amani         | Tahdig-Reis mit Pflaumen-Hähnchen                | Labskaus                                                        |
| 23. Juli 2022    | Salwa Houmsi         | Hummus mit Veggie Hack                           | Spargel mit Kartoffeln und Sauce Hollandaise                    |
| 30. Juli 2022    | Ina Müller           | Birnen, Bohnen und Speck – 2 Variationen         | Spaghetti Carbonara                                             |
| 06. Aug. 2022    | Lady Bitch Ray       | Kuru Fasulye mit Reis                            | Bœuf Stroganoff mit Tagliatelle                                 |

### 3. Staffel
| Erstausstrahlung | Gast            | Gericht des Gastes                                                                | Gericht von Jan Böhmermann |
| ---------------- | --------------- | --------------------------------------------------------------------------------- | -------------------------- |
| 08. Juli 2023    | Anke Engelke    | Badridschani                                                                      | Chili sin Carne            |
| 15. Juli 2023    | Sally Özcan     | Lammspieß im Fladenbrot mit Zwiebelsalat, dazu Baiser mit Sahnecreme und Früchten | Zimtschnecken              |
| 21. Juli 2023    | Laura Freigang  | Spinatlachslasagne                                                                | Chicken tikka masala       |
| 28. Juli 2023    | Nura            | Mojito-Hähnchenspieße mit frittiertem Feta und Salat                              | Vegetarischer Cheeseburger |
| 4. August 2023   | Iris Berben     | Caldeirada                                                                        | Steinpilztortellini        |
| 11. August 2023  | Jurassica Parka | Königsberger Klopse                                                               | Königsberger Klopse        |

### 4. Staffel
| Erstausstrahlung | Gast              | Gericht des Gastes                                                               | Gericht von Jan Böhmermann   |
| ---------------- | ----------------- | -------------------------------------------------------------------------------- | ---------------------------- |
| 20. Juli 2024    | Semino Rossi      | „Paella Malaguea a la Loli“                                                      | Erbsensuppe                  |
| 27. Juli 2024    | Olli Schulz       | Senfeier                                                                         | Gulasch                      |
| 3. August 2024   | Dagi Bee          | Pierogi mit Spargel-Ricotta-Füllung                                              | Trüffel-Pilz-Pasta           |
| 10. August 2024  | Katrin Bauerfeind | Schweinemedaillions mit Birne und Hagebuttensauce                                | Caldo Verde                  |
| 17. August 2024  | Tahsim Durgun     | Kuru Fasulye (türkischer Bohneneintopf) mit Reis, Köfte und Bauernsalat          | „Reste-Curry“                |
| 24. August 2024  | Svea Mausolf      | Hühnersuppe mit Eierstich und Buchstabennudeln, dazu Ingwer-Zitronen-Thymian-Tee | Sommerrollen mit Erdnusssoße |